# GAU-8 Avenger
General Electric GAU-8 Avenger je 30mm hydraulicky řízený, sedmihlavňový rotační kanón typu Gatling, který se montuje do amerických bojových letounů Fairchild A-10 Thunderbolt II. Patří mezi největší, nejtěžší a nejsilnější kanóny, které slouží v americkém letectvu. Byl navržen speciálně k protitankovým úkolům a dosahuje vysoké palebné rychlosti.

## Vývoj
GAU-8 byl vyvinut jako paralelní program vedle programu AX (Attack Experimental), který vyráběl bitevní letouny A-10. Specifikace pro kanóny GAU-8 byla stanovena v roce 1970,
s konstrukčními návrhy společnosti General Electric a Philco-Ford. Oba prototypy AX, YA-10 a Northrop YA-9 byly navrženy tak, aby mohly použít zbraň, i když v průběhu první soutěže nebylo použití možné, a jako dočasná náhrada byl používán kanón M61 Vulcan. Po složení celého kanónu GAU-8 (správně A/A 49E-6 Gun System), představoval asi 16 % z celkové hmotnosti letounu A-10.
Letouny A-10 spolu s kanóny GAU-8/A byly uvedeny do provozu v roce 1977. Ty byly vyráběné společností General Electric, ačkoli General Dynamics byl zodpovědný za výrobu a podporu až od roku 1997, kdy byla divize společností Lockheed Martin prodána konglomerátu General Dynamics.

## Konstrukce
GAU-8 váží 280 kilogramů, ale kompletní zbraň spolu s nabíjecím systémem a plným zásobníkem 1 828 kilogramů. Jeho délka je 5931 mm od ústí hlavně až po nejzazší bod střelného systému. Zásobník na střelivo má v průměru 88 cm a délku 1,82 metru. Pojme 1 174 nábojů, ale nejčastěji se plní 1 150 náboji. Úsťová rychlost zápalné pancéřové průrazné střely je 990 m/s, což je téměř stejně jako podstatně lehčí 20 mm náboj kanonu M61 Vulcan.

### Palebný systém

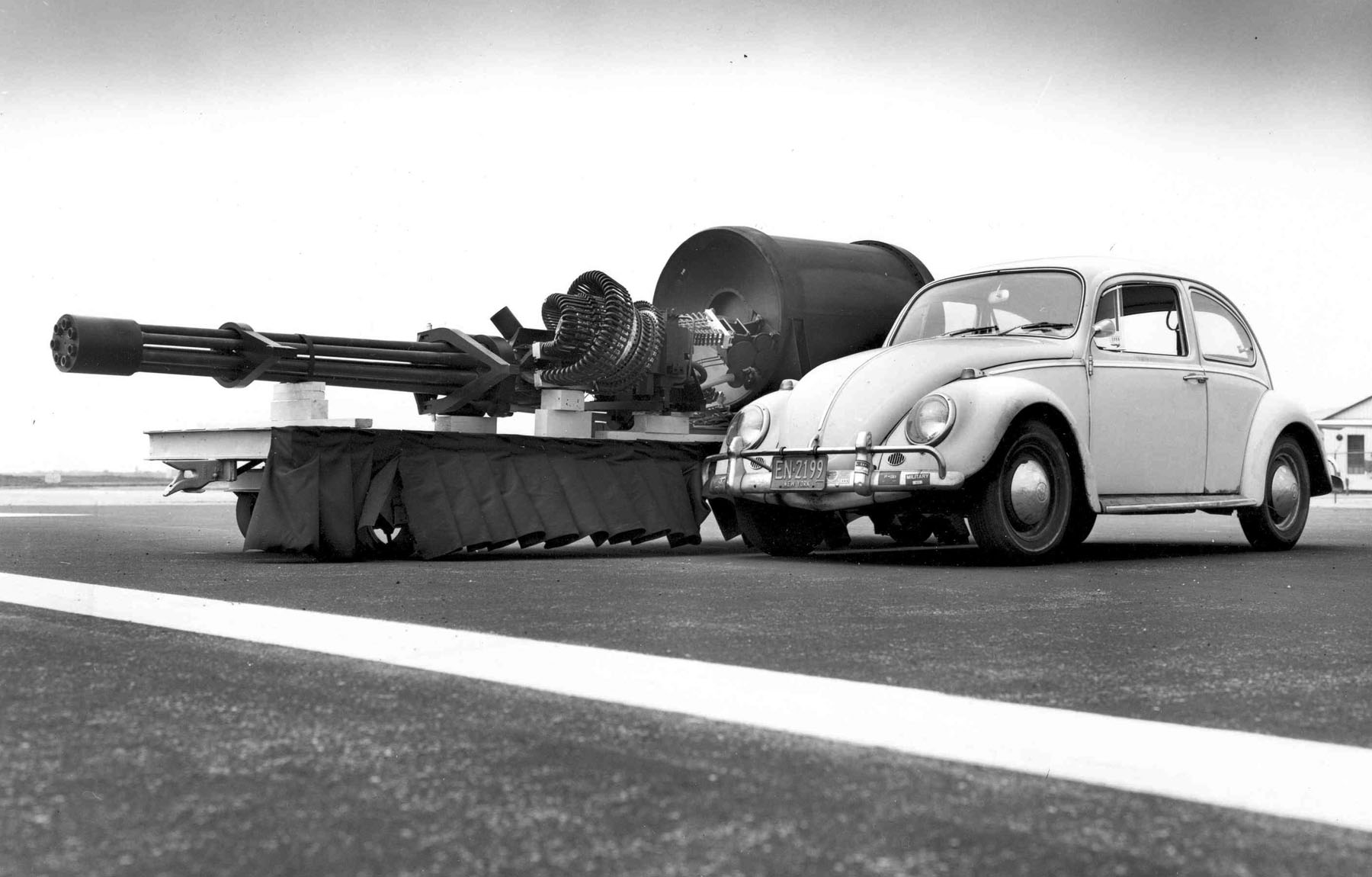
GAU-8/A Avenger vedle Volkswagenu Brouk

#### Přesnost
GAU-8/A je velmi přesný a kadence dosahuje bez problémů od 2 100 až po 4 200 ran za minutu. Úsťová rychlost GAU-8/A je přibližně stejná jako u kanónu M61 Vulcan, ale jeho těžší munice je destruktivnější a má vynikající balistické vlastnosti. Její letový čas do 1 200 metrů je o 30% kratší než střela M61, protože projektil po opuštění hlavně zpomaluje mnohem pomaleji, a tím vzniká rozdíl asi 3 metry. Přesnost GAU-8/A po montáži do A-10 je dimenzována na "5 mil., 80 procent", což znamená 80 procent střel vystřelených na 1 200 metrů zasáhne cíl do poloměru 6,1 metru. Pro srovnání, kanón M61 je dimenzován na 8 miliradiánů.

## Varianty
Některé technologie GAU-8/A byly převedeny do menších 25mm GAU-12/U Equalizer, které se dodávaly pro letadla AV-8B Harrier II a jsou asi stejně velké jako kanón M61 Vulcan. Žádné ze současných nebo plánovaných letadel mimo A-10 nemá celý systém Avenger.